# Ruta Estatal de Nevada 490
La Ruta Estatal de Nevada 490, y abreviada SR 490 (en inglés: Nevada State Route 490) es una carretera estatal estadounidense ubicada en el estado de Nevada. La carretera inicia en el Oeste desde la Prisión de Ely State hacia el Este en la US 93     en Ely. La carretera tiene una longitud de 14,4 km (8.931 mi).

## Mantenimiento
Al igual que las autopistas interestatales, y las rutas federales y el resto de carreteras estatales, la Ruta Estatal de Nevada 490 es administrada y mantenida por el Departamento de Transporte de Nevada por sus siglas en inglés Nevada DOT.